# Макарий III (патриарх Антиохийский)
Патриа́рх Мака́рий III (араб. البطريرك مكاريوس الثالث‎, в миру Юсеф Юханна Мелетий Макарий Заим; ок. 1600, Алеппо — 12 июня 1672, Дамаск) — епископ Антиохийской православной церкви; патриарх Антиохийский (1648—1667; по другим данным, 1647—1672), автор 15 сочинений.

## Биография
Сын православного священника по имени Павел, араба из Алеппо (Халеб) в Сирии, во время крещения был назван Мелетием. Женился и в супружестве имел детей. После смерти жены был рукоположён в священники, а затем был возведён в сан митрополита Верии. Возведён в сан патриарха в 1648 году, под именем Макария III. Его родной сын, известный как  Павел Алеппский, был при нём архидиаконом и сопровождал в поездках, оставив о том записи.
Дважды посетил Россию. В первое своё путешествие был вместе с сыном Павлом в 1654-56 годах; участвовал в Московском соборе 1655 году и в Московском соборе 1656 году. Это путешествие подробно описано Павлом Алеппским в книге «Путешествие антиохийского патриарха Макария в Москву». Покинул Москву с богатыми дарами в конце мая 1656 года. Во время путешествия в 1654—1656 из Дамаска (через Анатолию, Константинополь и Констанцу) в Москву дважды побывал на территории нынешней Украины. Посетил Умань, Киев, Прилуки, Смелу, Чигирин и другие города. В июне 1654 встречался с гетманом Богданом Хмельницким.
Во второй раз в 1666 принял участие в Большом Московском соборе 1666—1667 годах, осудившим и низложившим патриарха Никона, куда был специально приглашен для суда над Никоном. В ходе Собора выступил против Никона. Был одним из главных идеологов и участников церковных реформ середины XVII века в Московской церкви. В 1655-1656 годах проклял двоеперстие (анафема была принята поместным собором Русской церкви). В 1667 анафема против двоеперстия и против древних русских чинов была повторена Макарием на Большом Московском соборе. Согласно изложению в Православной энциклопедии, «Вместе с Александрийским Патриархом Паисием и др. вост. иерархами Патриарх Макарий содействовал устранению канонических нарушений, связанных со статусом Патриарха, к-рые существовали в практике Русской Церкви; участвовал в выработке принципов взаимоотношений между светской и духовной властью.»
Наряду с патриархом Александрийским Паисием, также присутствовавшим на Большом Московском соборе, 31 января 1667 года принимал участие в возведении на Московский патриарший престол троицкого архимандрита Иоасафа (Иоасаф II). В апреле 1668 года по приглашению патриарха Иоасафа посетил Троицкий монастырь,  описана в Дворцовых разрядах так: "176 году апреля в 19 день, ходили к Троице в Сергиев монастырь святейшие вселенские патриархи: святейший Паисий, папа и патриарх Александрийский и судья вселенский, святейший Макарий, патриарх Антиохийский".
Как и патриах Александрийский Паисий, был в 1666 году низложен Вселенским патриархом Парфением IV за самовольное оставление паствы и убытие в Москву, вследствие чего для устранения угрозы авторитету соборных решений в июле 1667 года в Константинополь отправилось русское посольство с просьбой к Высокой Порте о признании обоих патриархов законными предстоятелями Церквей, что и было достигнуто. Возвращался из Москвы в Сирию через Астрахань, Дербент, Шемаху, где местный хан забрал себе богатые московские дары; прибыл в Сирию в начале 1670 года, по его словам, уже обремененный долгом в 7 тыс. ефимков.
Как и некоторые прочие антиохийские патриархи XVI—XVII веков, был в приязненных отношениях с Римским папою: в 1662 году он отправил признание своего тайного подчинения Риму, а в следующем, в 1663 году публично приветствовал папу как своего святого отца на обеде во французском консульстве Дамаска.